# جوسلين إلدرز
مينّي جوسلين إلدرز (بالإنجليزية: Joycelyn Elders)‏ (13 أغسطس 1933) هي طبيبة أطفال أمريكية ومسؤولة صحة عامة، وعملت كلواء بحري في هيئة فيلق الخدمة العامة للصحة، وهي أول أمريكي من أصل أفريقي يعين كوزير للصحة في الولايات المتحدة، اشتهرت إلدرز بمناقشتها الصريحة حول القضايا المثيرة للجدل، مثل تشريع المخدرات، والاستمناء، وتوزيع وسائل منع الحمل في المدارس، أجبرت على الاستقالة في ديسمبر 1994وسط جدل حول تصريحات أدلت بها. وهي حاليًا أستاذة في طب الأطفال بجامعة أركنساس للعلوم الطبية.

## سنوات إلدرز الأولى وتعليمها
ولدت إلدرز مينّي لي جونز في شال التابعة لأركنساس، لعائلة فقيرة تعمل في الزراعة، وكانت الأكبر بين ثمانية أطفال، والطالبة المتفوقة في فصلها المدرسي. قضت العائلة عامين بالقرب من مصنع للدفاع في ريتشموند في كاليفورنيا. أثناء دراستها في الكلية، غيرت اسمها إلى مينّي جوسلين لي. في عام 1952، حصلت على بكالوريوس في علم الأحياء من كلية فيلاندر سميث في ليتل روك في أركنساس، حيث انضمت إلى «دلتا سيغما ثيتا». بعد أن عملت كممرضة في مستشفى إدارة المحاربين القدامى في ميلووكي لفترة، التحقت بجيش الولايات المتحدة في مايو 1953 . خلال سنواتها الثلاثة في الجيش، تدربت إلدرز كمعالجة فيزيائية. ثم التحقت بكلية الطب بجامعة أركنساس، حيث حصلت على شهادة الطب في عام1960 . بعد الانتهاء من التدريب الداخلي في مستشفى جامعة مينيسوتا وإقامة طب الأطفال في المركز الطبي لجامعة أركنساس، حصلت إلدرز على درجة الماجستير في الكيمياء الحيوية عام1967 .

## مدير وزارة الصحة في أركنساس
في عام 1987، عين الرئيس بيل كلينتون الرئيس إلدرز مديرة لوزارة الصحة في أركنساس، ما جعلها أول امرأة أمريكية من أصل أفريقي في الولاية تشغل هذا المنصب. حققت إلدرز العديد من الإنجازات خلال فترة استلامها للمنصب، كتخفيض معدل حمل المراهقات من خلال زيادة توافر وسائل منع الحمل، وتقديم المشورة، والتثقيف الجنسي في العيادات المدرسية، وزيادة فحوصات الطفولة المبكرة بمقدار عشرة أضعاف من عام  1988إلى عام 1992، وزيادة معدل تلقيح الأطفال بعمر عامين بنسبة 24%، وزيادة توافر خدمات اختبار فيروس نقص المناعة المكتسب، وخدمات المشورة، وفحوصات سرطان الثدي، وتحسين رعاية المسنين. عملت إلدرز بجد لتسليط الضوء على أهمية التثقيف الجنسي، والنظافة العامة، والوقاية من تعاطي المخدرات في المدارس العامة. في عام 1992، انتخبت كرئيسة لجمعية مكاتب الصحة المحلية والحكومية.

## تجارب مع العنصرية
على الرغم من أن إلدرز كانت اختصاصية في الغدد الصماء عند الأطفال، وأستاذة في واحدة من أهم كليات الطب في البلاد، لكن ذلك لم يحمِها من العنصرية في مكان العمل. «بعض الأشخاص في الجمعية الطبية الأمريكية -مجموعة معينة منهم- لم يعلموا حتى أنني كنت طبيبة. قدموا اقتراحًا حول إلزامية كون كل وزير صحة طبيب، في إشارة منهم إلي، لم يتوقعوا من امرأة سوداء البشرة أن تنجز ما أنجزت وأن تحقق ما حققت».
تحدثت إلدرز بصوت المجتمع الأمريكي من أصل أفريقي، وعن الفقر ودوره في حمل المراهقات، وهي قضية رئيسية في المجتمع. «ستبقى الأمهات المراهقات من أصول أفريقية فقيرة أسيرات للعبودية»، وهذا سبب رئيسي لتأكيدها على أهمية تدريس التربية الجنسية في المدارس العامة.

## وجهة نظر إلدرز حول التربية الجنسية
كونها أخصائية في أمراض الغدد الصم، ركزت إلدرز اهتمامها على النساء الحوامل المصابات بالداء السكري، إن الشابات الحوامل المصابات بالداء السكري، يحملون خطرًا أعلى للإجهاض وإصابة الجنين بالتشوهات الخلقية، تحدثت إلدرز بدقة مع مرضاها حول مخاطر الحمل المبكر وأهمية استخدام وسائل منع الحمل، والسيطرة على حياتهم الجنسية بمجرد أن يبدأ سن البلوغ. من بين ما يقارب 260 امرأة مصابة بمرض السكري عالجتها إلدرز، أصبحت واحدة منهن فقط حاملًا.

### التثقيف الجنسي للشابات من أصول أفريقية
أيدت إلدرز بقوة التثقيف الجنسي والإنجابي، خاصة في المجتمعات الأمريكية الأفريقية، وانتقدت الكتب المدرسية القديمة التي تقول إن الإناث البيض فقط لديهن دورات طمثية منتظمة بشكل طبيعي، والسبب الحقيقي وراء ذلك أن النساء البيض يستخدمن وسائل تحديد النسل لتنظيم دوراتهن، في حين لا تحصل النساء السود بسهولة على هذه الوسائل لأن «الوزراء السود يصرحون أن حبوب منع الحمل تهدف إلى إبادة جماعية للسود». كانت صريحة للغاية بشأن غضبها من الرجال السود الذين يستغلون نساءهن ويجردونهن من خيارات الصحة الإنجابية، برأي إلدرز «إذا لم تتمكن من التحكم في الإنجاب، فلن تتمكن من التحكم في حياتك».

## وزيرة الصحة في الولايات المتحدة الأمريكية
حصلت إلدرز على جائزة التطوير المهني للمعاهد الوطنية للصحة، وعملت أيضًا كأستاذ مساعد لطب الأطفال في المركز الطبي بجامعة أركنساس منذ عام1967، ترقت بعدها إلى مرتبة أستاذ مشارك في عام 1971 وأستاذ في عام 1976. ركزت اهتماماتها البحثية على الغدد الصماء، وحصلت على شهادة البورد كطبيبة مختصة في مجال الغدد الصماء عند الأطفال في عام 1978، لتصبح أول شخص في ولاية أركنساس يقوم بذلك. حصلت إلدرز على شهادة الدكتوراه من جامعة بيتس عام2002 .
في يناير 1993، عينها بيل كلينتون وزيرة للصحة في الولايات المتحدة، ما جعلها أول أميركية من أصل أفريقي وثاني امرأة (بعد أنطونيا نوفيلو) تشغل هذا المنصب. كانت خيارًا مثيرًا للجدل وداعمًا قويًا لخطة كلينتون للرعاية الصحية، لم يؤكد القرار حتى 7 سبتمبر 1993. وبصفتها وزيرة للصحة، سرعان ما اكتسبت إلدرز شهرة واسعة لا سيما أنها مثيرة للجدل. دعت إلدرز لدراسة إمكانية تشريع المخدرات، ودعمت توزيع وسائل منع الحمل في المدارس. وقف الرئيس كلينتون إلى جانب إلدرز، وقال إنه قد أُسيئ فهمها.

### تعليقات إلدرز عن الجنس والإجهاض
في عام 1994، دعيت إلدرز للتحدث في مؤتمر طبي حول الإيدز، وسألت إذا كان من المناسب تشجيع ممارسة العادة السرية كوسيلة لمنع الشباب من الانخراط في أشكال أكثر خطورة من النشاط الجنسي، فأجابت قائلة: «إن العادة السرية جزء من النشاط الجنسي البشري، وربما يجب تدريسها». سبب هذا التصريح جدلًا كبير، وخسرت إلدرز بسببه دعم البيت الأبيض. علق رئيس أركان البيت الأبيض ليون بانيتا قائلًا: «كان هناك العديد من المجالات التي لا يتفق فيها الرئيس مع آرائها، وهذا واحد منها» في ديسمبر1994 ، أجبرت إلدرز على الاستقالة من قبل الرئيس كلينتون. تروى هذه الحادثة التاريخية بمزيد من التفصيل في فيلم وثائقي عن العادة السرية.
أصدرت إلدرز بعدها العديد من التصريحات، التي وضعتها تحت دائرة الضوء العام، إذ صرحت في يناير 1994 متكلمة عن الإجهاض: «نحتاج حقًا إلى التغلب على علاقة الحب هذه مع الجنين وبدء القلق بشأن الأطفال».

## أنشطة إلدرز بعد المنصب الحكومي
عادت إلدرز إلى جامعة أركنساس للعلوم الطبية كأستاذة لطب الأطفال، بعد أن تركت منصبها كوزيرة للصحة، وهي حاليًا أستاذة فخرية في نفس الجامعة، ظهرت على شاشة التلفزيون في «بن أند تيلر بول شت» خلال حلقة الامتناع عن ممارسة الجنس، حينها اعتبرت إلدرز برامج الامتناع عن الجنس هي مجرد إساءة للأطفال، وبدلًا منها يجب طرح برامج التربية الجنسية للمراهقين، والاستمناء ووسائل منع الحمل. ظهرت إلدرز في الفيلم الوثائقي «كيف تفقد عذريتك» وعبرت عن آرائها المتعلقة بالتثقيف الجنسي الشامل بدلًا من التثقيف الجنسي عن طريق الامتناع عن الجنس فقط.
كتبت إلدرز كتابًا توضح فيه آرائها حول النقاط المثيرة للجدل التي أحاطت بها خلال فترة عملها كوزيرة للصحة، والتي بلغت 16 شهرًا.
في  15أكتوبر 2010، أعربت إلدرز بوضوح عن دعمها لتشريع الماريجوانا «أعتقد أننا نستهلك عقاقير قانونية أكثر خطورة: تدخين السجائر والنيكوتين والكحول... كلها تسبب آثارًا مدمرة جسديًا أكثر بكثير. نحن بحاجة إلى رفع الحظر على الماريجوانا».
حصلت على «جائزة كانديس» من التحالف الوطني لمئة امرأة سوداء في عام 1991.